# Barrage de Yaté
Le barrage de Yaté est un barrage hydroélectrique situé dans la commune de Yaté (province Sud), au Sud-Est de l'île de la Grande Terre en Nouvelle-Calédonie. Haut de 45 m et long de 641 m, il est situé à 160 m au-dessus du niveau de la mer. Édifié en 1959, ce barrage alimente l’usine SLN - Eramet de Doniambo et fournit 20 % de l’électricité du territoire. Un lac artificiel de 40 km2 alimente le barrage. 

## Historique
En 1955, B. Brial recruta 87 manœuvres pour la Société Générale d'Entreprise qui réalise le barrage

## Caractéristiques de l’aménagement
Le barrage de Yaté est composé de quatre types de barrages différents :
- Le principal d'entre eux, situé au centre de l'aménagement, est un barrage-poids d'une longueur de 61 mètres, équipé de trois évacuateurs de crue, susceptibles d'évacuer 5 280 m3/s en cas de fortes précipitations (la crue millénale est estimée à 6 000 m3/s),
- Un barrage-voûte long de 200 mètres, non déversant, le flanque sur sa rive droite (au Sud-Est). Il est équipé de deux vannes de vidange de fond, pouvant évacuer 500 m3/s,
- Une seconde voûte sur la rive gauche (qualifié de « mur en aile »), d'une longueur de 100 mètres, et formant un angle droit avec le barrage-poids
- Une digue en terre et enrochement de 280 mètres de longueur, prolongeant cette voûte sur la rive gauche de la Yaté.

Une galerie de 2 600 mètres permet d'amener l'eau jusqu'à l'usine.
Les alternateurs de chaque groupe ont une capacité de 17 MW, et produisent un courant électrique d'une tension de 8 600 volts. Celle-ci est élevée à 150 kV pour faciliter le transport car plus la tension est élevée, plus la section des câbles est réduite, ce qui permet également une économie dans la structure des pylônes. La tension est abaissée à 15 kV pour les fours de la SLN et à 220 V pour la consommation domestique des Calédoniens.

## Production annuelle
Chaque année, la centrale électrique de Yaté produit 306 millions de kilowattheures et assure environ un tiers de la production d'énergie électrique du Territoire. 

## Anecdotes
- Les habitants de la cité Enercal de Yaté sont pour la grande majorité des employés d'Enercal (Énergie calédonienne) qui travaillent sur le barrage et l'usine. Il y a également les gendarmes qui y habitent. Peu restent sur Yaté durant le week-end.
- Tous les ans, le départ de la course de la « Gigawatt d’Enercal » (10, 20 ou 30 km sur sentiers caillouteux) est donné sur le barrage de Yaté.